# Вильярреаль, Хайме
Хайме Вильярреаль (англ. Jaime Villarreal; 23 июня 1995, Инглвуд, Калифорния, США) — американский футболист, левый полузащитник.
Старший брат Хайме — Хосе — также профессиональный футболист.

## Клубная карьера
Хайме Вильярреаль пришёл в академию футбольного клуба «Лос-Анджелес Гэлакси» в возрасти 16 лет в августе 2011 года. Его дебют во взрослом футболе состоялся 8 июня 2014 года в составе «Лос-Анджелес Гэлакси II» в матче лиги USL против «Дейтон Датч Лайонс». Профессиональный контракт со второй командой «Лос-Анджелес Гэлакси» Вильярреаль заключил 24 июля 2014 года. Свой первый гол забил в ворота «Сакраменто Рипаблик» 11 июля 2015 года.
Перед началом сезона 2017 Вильярреаль был подписан основной командой «Лос-Анджелес Гэлакси» в качестве доморощенного игрока. В MLS дебютировал 21 мая в матче против «Миннесоты Юнайтед». По завершении сезона 2017 Вильярреаль оказался в числе игроков, чьи контракты не были продлены.
4 января 2018 года Вильярреаль присоединился к клубу USL «Сакраменто Рипаблик». За клуб из столицы Калифорнии дебютировал 17 марта в матче первого тура сезона 2018 против «Сан-Антонио». 15 августа в матче против «Сент-Луиса» забил свой первый гол за «Рипаблик». 4 декабря 2019 года Вильярреаль подписал новый контракт с «Рипаблик». По окончании сезона 2021 контракт Вильярреаля с «Сакраменто Рипаблик» истёк.

## Международная карьера
В мае 2014 года Вильярреаль приглашался в тренировочный лагерь молодёжной сборной США.

## Статистика выступлений
| Выступление             | Выступление      | Выступление      | Лига | Лига | Плей-офф | Плей-офф | Кубок | Кубок | Континент. | Континент. | Итого | Итого |
| Клуб                    | Лига             | Сезон            | Игры | Голы | Игры     | Голы     | Игры  | Голы  | Игры       | Голы       | Игры  | Голы  |
| ----------------------- | ---------------- | ---------------- | ---- | ---- | -------- | -------- | ----- | ----- | ---------- | ---------- | ----- | ----- |
| Лос-Анджелес Гэлакси II | USL              | 2014             | 10   | 0    | 2        | 0        | —     | —     | —          | —          | 12    | 0     |
| Лос-Анджелес Гэлакси II | USL              | 2015             | 23   | 1    | 2        | 0        | —     | —     | —          | —          | 25    | 1     |
| Лос-Анджелес Гэлакси II | USL              | 2016             | 27   | 2    | 1        | 0        | —     | —     | —          | —          | 28    | 2     |
| Лос-Анджелес Гэлакси II | USL              | 2017             | 7    | 0    | —        | —        | —     | —     | —          | —          | 7     | 0     |
| Лос-Анджелес Гэлакси II | Итого            | Итого            | 67   | 3    | 5        | 0        | —     | —     | —          | —          | 72    | 3     |
| Лос-Анджелес Гэлакси    | MLS              | 2017             | 7    | 0    | —        | —        | 3     | 0     | —          | —          | 10    | 0     |
| Лос-Анджелес Гэлакси    | Итого            | Итого            | 7    | 0    | —        | —        | 3     | 0     | —          | —          | 10    | 0     |
| Сакраменто Рипаблик     | USLC             | 2018             | 25   | 1    | 0        | 0        | 4     | 0     | —          | —          | 29    | 1     |
| Сакраменто Рипаблик     | USLC             | 2019             | 33   | 2    | 3        | 0        | 3     | 0     | —          | —          | 39    | 2     |
| Сакраменто Рипаблик     | USLC             | 2020             | 12   | 2    | 1        | 0        | —     | —     | —          | —          | 13    | 2     |
| Сакраменто Рипаблик     | USLC             | 2021             | 21   | 1    | —        | —        | —     | —     | —          | —          | 21    | 1     |
| Сакраменто Рипаблик     | Итого            | Итого            | 91   | 6    | 4        | 0        | 7     | 0     | —          | —          | 102   | 6     |
| Всего за карьеру        | Всего за карьеру | Всего за карьеру | 165  | 9    | 9        | 0        | 10    | 0     | —          | —          | 184   | 9     |